# Nguyễn Hữu Thọ
Nguyễn Hữu Tho (distrito de Bến Lức, 10 de julho de 1910-Hanói, 24 de dezembro de 1996) foi Presidente do Conselho Consultivo da República do Vietname do Sul entre 6 de junho de 1969 a 25 de abril de 1976 e Presidente da Assembleia Nacional do Vietname entre 4 de julho de 1981 a 18 de junho de 1987.

## Vida e carreira
Um advogado em Cochinchina, Thọ também era membro da Secção Francesa da Internacional Operária  (SFIO na sigla em inglês) e um participante da luta pela independência do Vietnã. Ele se juntou a Liga Nacional Popular Vietnamita (ou Liên Việt) em 1948, ao Partido Comunista em 1949, e ficou preso de 1950 a 1952. Ele se tornou um apoiador da Conferência de Genebra, mas se opôs ao governo do presidente do Vietnã do Sul, Ngô Đình Diệm. Em agosto de 1954, ele fundou o Comitê em Defesa da Paz e dos Acordos de  Genebra. O comitê foi destruído e banido do Vietnã do Sul em novembro do mesmo ano, Thọ e outros membros da organização foram presos. Nguyen faleceu no dia 24 de dezembro de 1996 aos 86 anos.